# Claude de Lingendes
Claude de Lingendes, né à Moulins le 2 septembre 1591 et mort le 12 avril 1660, est un prédicateur jésuite.

## Biographie
Il fut recteur du Collège de Moulins, puis Provincial. Ensuite il fut supérieur de la Maison Professe de Paris.

## Œuvres principales
- Nascenti Galliarum Delphino urbis Molinarum praefectus, consules et cives, votivum hoc monimentum posuere 1638[2]
- Responses aux Lettres provinciales publiées par le secrétaire de Port-Royal contre les PP. de la Compagnie de Jésus 1657[3] avec Jacques Nouet, Francois Annat et Jean de Brisacier.
- Sermons sur tous les évangiles du caresme 1666[4]